# Első Emelet Best of 2 Live
Első Emelet Best of 2 Live – drugie DVD zespołu Első Emelet, wydane nakładem wytwórni Private Moon Records w listopadzie 2009 roku. Płyta zawiera nagrania z różnych koncertów zespołu oraz inne filmy.

## Lista filmów
1. MOM (1984) - koncert
2. Petõfi csarnok (1985) - koncert
3. KEK (1987) - koncert
4. Budapest Sportcsarnok (1997) - koncert
5. Syma (2008) - "Állj vagy lövök" (amatorskie nagranie ze sceny)
6. Syma (2008) - "Légiriadó" (pocztówka dźwiękowa)
7. XXI. század (2007) - wywiad z grupą w RTL Klub